# Igreja ao Divino Espírito Santo

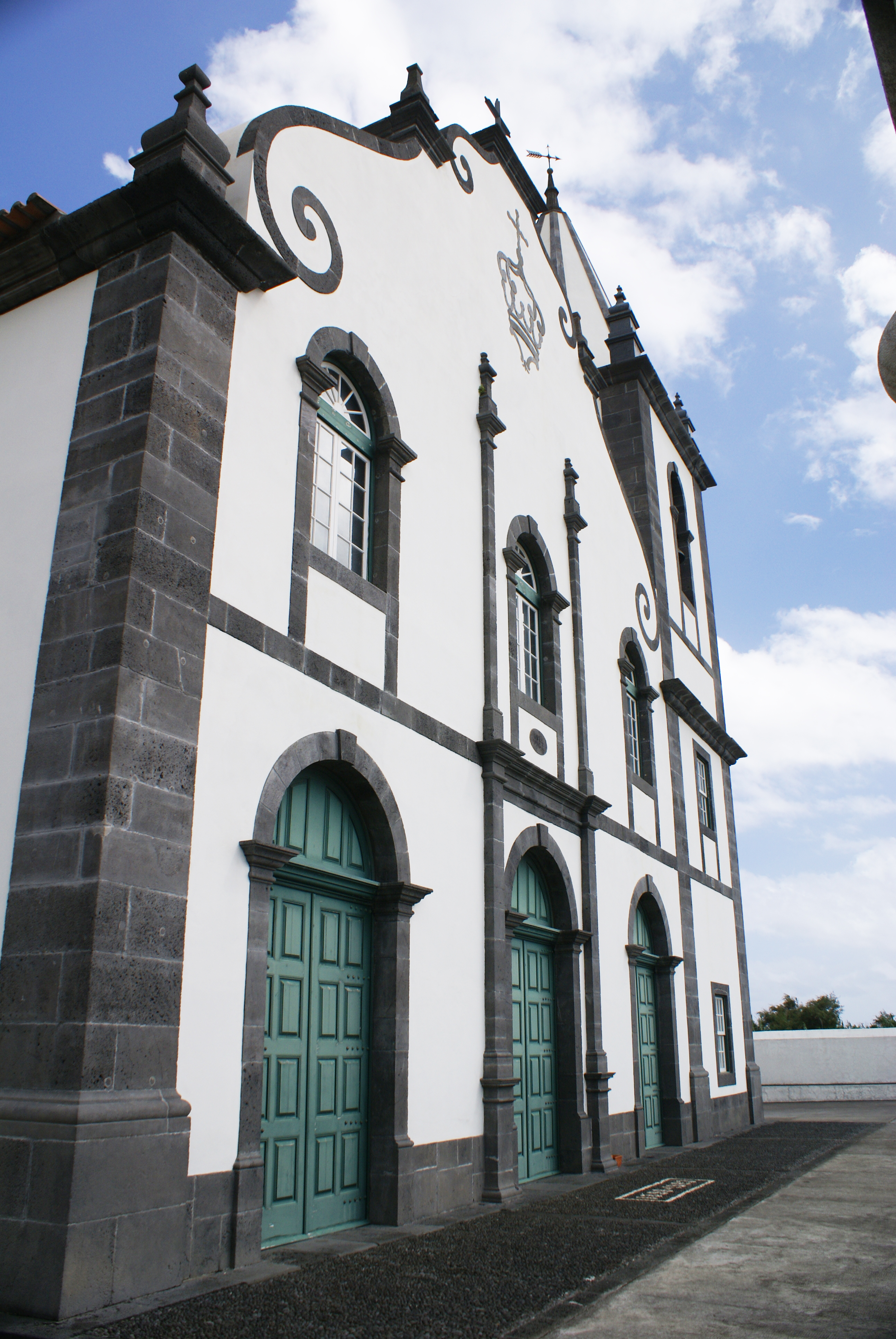
Igreja do Divino Espírito Santo, Faial.

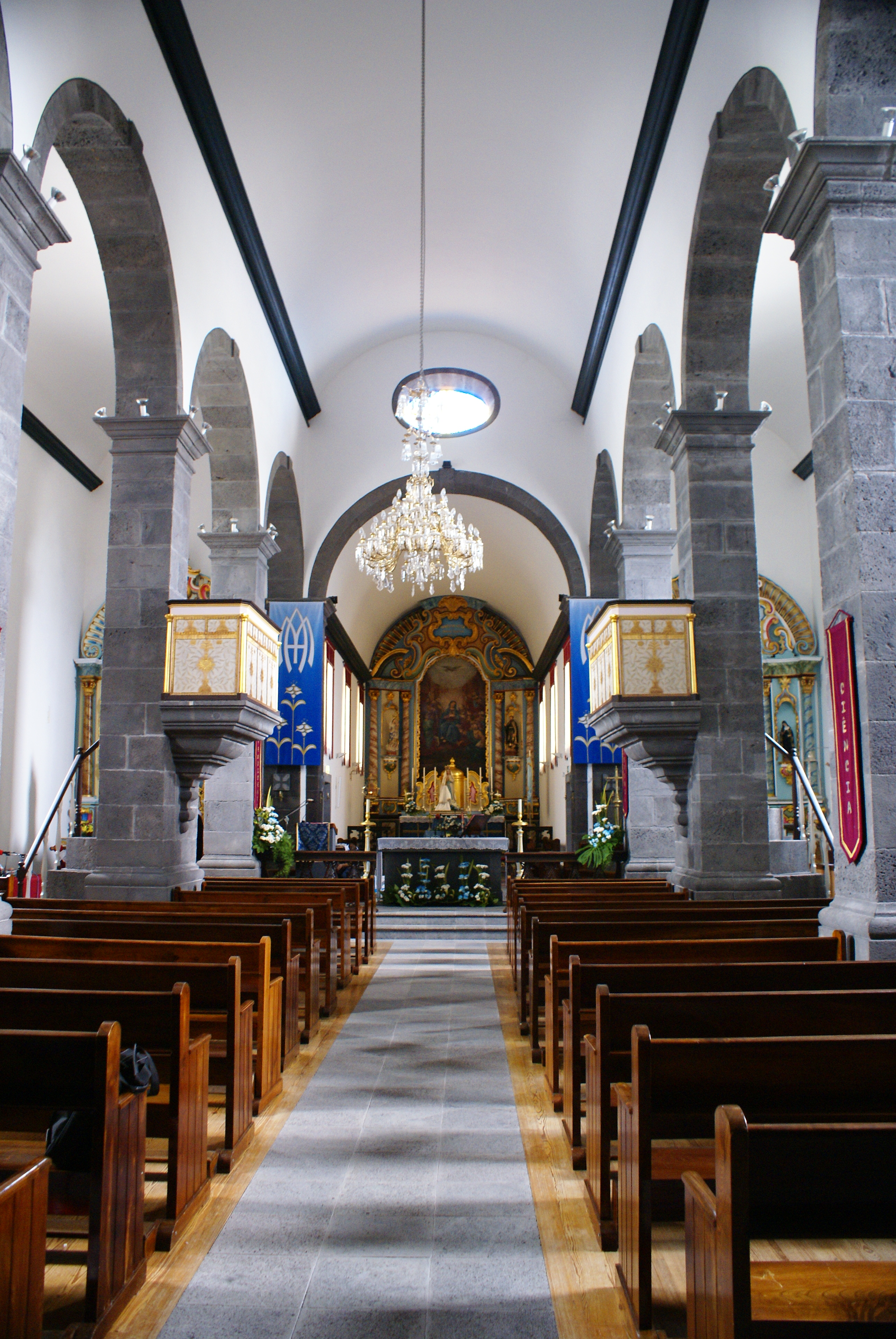
Igreja do Divino Espírito Santo: nave central.

A Igreja do Divino Espírito Santo localiza-se na freguesia de Feteira, concelho da Horta, na ilha do Faial, nos Açores.

## História
É um dos mais antigos templos da ilha, no centro da planície onde se encontra a freguesia. Ignora-se a data da sua fundação, no entanto já existia em 1568, pois a ela se refere Sebastião I de Portugal em Provisão de 30 de julho daquele ano, na qual eleva a côngrua do respectivo vigário de 10 para 20 mil réis.
O padre Gaspar Frutuoso, nas suas Saudades da Terra, refere este templo informando que possuia três naves com cinco colunas, sobre as quais está a armação de madeira e teto e duas capelas aos lados direito e esquerdo.
A sua maior reedificação realizou-se em 1824, concluindo-se a sua torre em 1864. Dessa reedificação resultou que a igreja ficasse a constituir um imponente edifício, com 35 metros de comprimento.
Encontra-se restaurada e bem conservada com seus retábulos mandados restaurar pelo pároco padre Manuel Silveira Pereira.
A capela-mor é dedicada ao Divino Espírito Santo, que está representado por um bom pano de tela. Em seu espólio destacam-se diversas peças, como o arcaz da sacristia, com o respectivo o crucifixo, e o grupo da Sagrada Família, num altar lateral.